# Rennrodel-Europameisterschaften 2014
Die 45. Rennrodel-Europameisterschaften wurden am 25. und 26. Januar 2014 im Rahmen des 9. Weltcuprennens der Saison 2013/2014 auf der Rennrodelbahn in Sigulda, Lettland ausgetragen. In Abwesenheit der deutschen Spitzenathleten, die für die Vorbereitung auf die Olympischen Winterspiele in Sotschi auf einen Start verzichtet hatten, aber die Weltcupsaison bis dahin dominiert hatten, gewannen die Sportler aus Russland und Italien jeweils zwei Titel.

## Einsitzer Frauen
| Platz | Sportler            | Laufzeiten      | Zeit     |
| ----- | ------------------- | --------------- | -------- |
| 01    | Natalja Chorjowa    | 42,176 / 41,979 | 1:24,155 |
| 02    | Tatjana Iwanowa     | 42,159 / 42,166 | 1:+0,170 |
| 03    | Dajana Eitberger    | 42,333 / 42,111 | 1:+0,289 |
| 04    | Jekaterina Baturina | 42,312 / 42,138 | 1:+0,295 |
| 05    | Alexandra Rodionowa | 42,313 / 42,179 | 1:+0,337 |
| 06    | Nathalie Burkhardt  | 42,415 / 42,417 | 1:+0,454 |
| 07    | Elīza Tīruma        | 42,423 / 42,145 | 1:+0,457 |
| 08    | Sandra Gasparini    | 42,424 / 42,213 | 1:+0,482 |
| 09    | Martina Kocher      | 42,479 / 42,173 | 1:+0,497 |
| 10    | Miriam Kastlunger   | 42,522 / 42,211 | 1:+0,578 |
| dnf   | Olena Schchumowa    |                 |          |

Datum: 25. Januar

17 Starterinnen. Natalja Chorjowa gewann ihren ersten Europameistertitel.

## Einsitzer Männer
| Platz | Sportler             | Laufzeiten      | Zeit      |
| ----- | -------------------- | --------------- | --------- |
| 01    | Armin Zöggeler       | 47,969 / 47,944 | 1:35,913  |
| 02    | Johannes Ludwig      | 47,988 / 48,031 | 1: +0,106 |
| 03    | Dominik Fischnaller  | 48,073 / 48,153 | 1: +0,313 |
| 04    | Mārtiņš Rubenis      | 48,220 / 48,143 | 1: +0,450 |
| 05    | Semjon Pawlitschenko | 48,312 / 48,170 | 1: +0,569 |
| 06    | Alexander Peretjagin | 48,348 / 48,195 | 1: +0,630 |
| 07    | Jozef Ninis          | 48,448 / 48,149 | 1: +0,684 |
| 08    | Thor Haug Nørbech    | 48,361 / 48,246 | 1: +0,694 |
| 09    | Wolfgang Kindl       | 48,485 / 48,179 | 1: +0,751 |
| 10    | Manuel Pfister       | 48,525 / 48,173 | 1: +0,785 |

Datum: 26. Januar

29 Starter. Armin Zöggeler gewann seinen vierten Europameistertitel.

## Doppelsitzer Männer
| Platz | Sportler                               | Laufzeiten      | Zeit      |
| ----- | -------------------------------------- | --------------- | --------- |
| 01    | Christian Oberstolz Patrick Gruber     | 41,696 / 41,692 | 1:23,388  |
| 02    | Wladislaw Juschakow Wladimir Machnutin | 41,697 / 41,737 | 1: +0,046 |
| 03    | Andreas Linger Wolfgang Linger         | 41,775 / 41,692 | 1: +0,079 |
| 04    | Peter Penz Georg Fischler              | 41,890 / 41,725 | 1: +0,227 |
| 05    | Andris Šics Juris Šics                 | 41,857 / 41,785 | 1: +0,254 |
| 06    | Alexander Denissjew Wladislaw Antonow  | 41,808 / 41,886 | 1: +0,306 |
| 07    | Ludwig Rieder Patrick Rastner          | 41,812 / 42,079 | 1: +0,503 |
| 08    | Oskars Gudramovičs Pēteris Kalniņš     | 42,500 / 41,824 | 1: +0,936 |
| 09    | Lukáš Brož Antonín Brož                | 42,245 / 42,259 | 1: +1,116 |
| 10    | Robin Geueke David Gamm                | 42,284 / 42,282 | 1: +1,178 |

Datum: 25. Januar

17 Doppel am Start. Oberstolz / Gruber gewannen ihren zweiten Europameistertitel.

## Staffel
| Platz | Sportler                                                                           | Laufzeiten               | Zeit      |
| ----- | ---------------------------------------------------------------------------------- | ------------------------ | --------- |
| 01    | RusslandNatalja Chorjowa Albert Demtschenko Wladislaw Juschakow Wladimir Machnutin | 43,397 / 44,820 / 45,268 | 2:13,485  |
| 02    | LettlandElīza Tīruma Mārtiņš Rubenis Andris Šics Juris Šics                        | 43,753 / 44,886 / 45,196 | 1: +0,350 |
| 03    | ItalienSandra Gasparini Armin Zöggeler Christian Oberstolz Patrick Gruber          | 43,924 / 44,832 / 45,091 | 1: +0,362 |
| 04    | ÖsterreichMiriam Kastlunger Wolfgang Kindl Andreas Linger Wolfgang Linger          | 43,801 / 45,146 / 45,166 | 1: +0,628 |
| 05    | SlowakeiViera Gbúrová Jozef Ninis Marián Zemaník Jozef Petrulák                    | 45,035 / 44,909 / 45,761 | 1: +2,210 |
| 06    | DeutschlandDajana Eitberger Johannes Ludwig Robin Geueke David Gamm                | 44,960 / 45,063 / 45,891 | 1: +2,429 |
| 07    | UkraineOlena Schchumowa Andrij Kis Oleksandr Obolontschyk Roman Sacharkiw          | 45,319 / 45,680 / 46,965 | 1: +4,479 |
| -     | TschechienVendula Kotenová Ondřej Hyman Lukáš Brož Antonín Brož                    |                          | 1: DSQ    |
| -     | PolenEwa Kuls Maciej Kurowski Arthur Gedzius Jakub Kowalewski                      |                          | 1: DSQ    |

Datum: 26. Januar

## Medaillenspiegel
| Platz | Land        | Gold | Silber | Bronze | Gesamt |
| ----- | ----------- | ---- | ------ | ------ | ------ |
| 1     | Russland    | 2    | 2      | 0      | 4      |
| 2     | Italien     | 2    | 0      | 2      | 4      |
| 3     | Deutschland | 0    | 1      | 1      | 2      |
| 4     | Lettland    | 0    | 1      | 0      | 1      |
| 5     | Österreich  | 0    | 0      | 1      | 1      |